# 太平洋市 (華盛頓州)
太平洋城（英文：Pacific），是美国华盛顿州金县下属的一座城市。根据 2000年美国人口普查，该市有人口5,527人。根据2010年美国人口普查，该市有人口6,606人。而2011年估计该市有6,737人。